# Bundesliga de balonmano 2016-17
La temporada 2016/17 fue la 52.ª temporada de la Bundesliga de balonmano. El Rhein-Neckar Löwen defendía el título que logró la temporada anterior y consiguió revalidarlo dos jornadas antes del final de la liga, tras vencer por 28-19 al THW Kiel. De esta forma el Rhein-Neckar Löwen ganó la segunda liga de su historia.

## Clubes
- Frisch Auf Göppingen
- Füchse Berlin
- GWD Minden
- HBW Balingen-Weilstetten
- HSG Wetzlar
- TV Bittenfeld
- MT Melsungen
- Rhein-Neckar Löwen
- SC Magdeburg
- SG Flensburg-Handewitt
- TBV Lemgo
- THW Kiel
- TSV Hannover-Burgdorf
- SC DHFK Leipzig
- Coburg 2000
- Bergischer HC
- HC Erlangen
- VfL Gummersbach

## Clasificación
|    | Equipos                  | Part. | G  | E | P  | GF   | GC  | Dif  | Pts | Resultado                 |
| -- | ------------------------ | ----- | -- | - | -- | ---- | --- | ---- | --- | ------------------------- |
| 1  | Rhein-Neckar Löwen       | 34    | 30 | 1 | 3  | 1011 | 840 | 171  | 61  | Campeón/ Champions League |
| 2  | SG Flensburg-Handewitt   | 34    | 28 | 2 | 4  | 1038 | 837 | 201  | 58  | Champions League          |
| 3  | THW Kiel                 | 34    | 26 | 1 | 7  | 960  | 849 | 111  | 53  | Champions League          |
| 4  | Füchse Berlin            | 34    | 23 | 5 | 6  | 986  | 889 | 97   | 51  | Copa EHF                  |
| 5  | SC Magdeburg             | 34    | 23 | 5 | 6  | 988  | 902 | 86   | 51  | Copa EHF                  |
| 6  | HSG Wetzlar              | 34    | 20 | 1 | 13 | 897  | 857 | 40   | 41  | Copa EHF                  |
| 7  | MT Melsungen             | 34    | 18 | 2 | 14 | 947  | 924 | 23   | 38  |                           |
| 8  | SC DHFK Leipzig          | 34    | 16 | 3 | 15 | 883  | 871 | 12   | 35  |                           |
| 9  | HC Erlangen              | 34    | 14 | 0 | 20 | 890  | 941 | -51  | 28  |                           |
| 10 | Frisch Auf Göppingen     | 34    | 12 | 3 | 19 | 934  | 960 | -26  | 27  |                           |
| 11 | TSV Hannover-Burgdorf    | 34    | 11 | 2 | 21 | 935  | 954 | -19  | 24  |                           |
| 12 | GWD Minden               | 34    | 6  | 4 | 16 | 843  | 948 | -105 | 24  |                           |
| 13 | TBV Lemgo                | 34    | 10 | 3 | 21 | 926  | 988 | -62  | 23  |                           |
| 14 | TVB Stuttgart 1898       | 34    | 10 | 3 | 21 | 865  | 944 | -79  | 23  |                           |
| 15 | VfL Gummersbach          | 34    | 10 | 2 | 22 | 867  | 934 | -67  | 22  |                           |
| 16 | Bergischer HC            | 34    | 10 | 2 | 22 | 868  | 954 | -86  | 22  | Descenso                  |
| 17 | HBW Balingen-Weilstetten | 34    | 7  | 3 | 24 | 819  | 933 | -114 | 17  | Descenso                  |
| 18 | Coburg 2000              | 34    | 6  | 2 | 26 | 856  | 988 | -132 | 14  | Descenso                  |

## Estadísticas

### Máximos goleadores
| N.º | Nombre                  | Club                     | Goles |
| --- | ----------------------- | ------------------------ | ----- |
| 1   | Philipp Weber           | HSG Wetzlar              | 224   |
| 2   | Robert Weber            | SC Magdeburg             | 219   |
| 3   | Johannes Sellin         | MT Melsungen             | 205   |
| 4   | Guðjón Valur Sigurðsson | Rhein-Neckar Löwen       | 201   |
| 5   | Petar Nenadić           | Füchse Berlin            | 182   |
| 6   | Michael Damgaard        | SC Magdeburg             | 173   |
| 7   | Yves Kunkel             | HBW Balingen-Weilstetten | 171   |
| 8   | Lasse Svan Hansen       | SG Flensburg-Handewitt   | 168   |
| 9   | Julius Kühn             | VfL Gummersbach          | 166   |
| 9   | Kai Häfner              | TSV Hannover-Burgdorf    | 166   |